# 単位ベクトル
単位ベクトル（たんい-ベクトル、英: unit vector）とは、長さ（ノルム）が 1 のベクトルのことである。
単位ベクトルは e などで表されることが多い。

## 意義と表記
零ベクトルでないベクトル p は、その大きさと単位ベクトルで表すことができる：
{\displaystyle {\boldsymbol {p}}=\|{\boldsymbol {p}}\|{\frac {\boldsymbol {p}}{\|{\boldsymbol {p}}\|}}}
ここで {\displaystyle {\frac {\boldsymbol {p}}{\|{\boldsymbol {p}}\|}}} が単位ベクトルであることは、ノルムの線形性の一部から従う：
{\displaystyle \left\|{\frac {\boldsymbol {p}}{\|{\boldsymbol {p}}\|}}\right\|={\frac {1}{\|{\boldsymbol {p}}\|}}\|{\boldsymbol {p}}\|=1}
これにより、ある方向のベクトル同士は、大きさと向き（固定した単位ベクトルと同じか逆か）で表すことができる。
ベクトルの正射影にも、単位ベクトルによる表記が簡潔である。ベクトル p を（方向が同じとは限らない）単位ベクトル e に正射影したとき、
- a の e 方向への成分は、内積 {\displaystyle {\boldsymbol {a}}\cdot {\boldsymbol {e}}}
- a の e 方向への正射影ベクトルは {\displaystyle ({\boldsymbol {a}}\cdot {\boldsymbol {e}}){\boldsymbol {e}}}

力学や電磁気などの理工学的な分野などでは、ベクトル r に対して、r と同じ向きの単位ベクトルを
{\displaystyle {\hat {\boldsymbol {r}}}={\frac {\boldsymbol {r}}{|{\boldsymbol {r}}|}}={\frac {\boldsymbol {r}}{r}}}
などと表す。ここで、{\displaystyle r=|{\boldsymbol {r}}|} は r の長さ。
また、曲線や曲面に沿って動く質点などの動きをベクトルで捉えるのに、向きだけを捉えるための種々のベクトルは単位ベクトルを考えることが多い。そこでは、接頭辞として「単位-」が用いられる。例えば、単位接ベクトル、単位法ベクトル、単位従法ベクトルなどが挙げられる。
特に n 次元ユークリッド空間においては、ベクトルが成分で表され、基本ベクトル
{\displaystyle {\boldsymbol {e}}_{1}={\begin{pmatrix}1\\0\\\vdots \\0\end{pmatrix}},{\boldsymbol {e}}_{2}={\begin{pmatrix}0\\1\\\vdots \\0\end{pmatrix}},\ldots ,{\boldsymbol {e}}_{n}={\begin{pmatrix}0\\0\\\vdots \\1\end{pmatrix}}}
は n 個の線形独立な単位ベクトルである。
xyz空間においては、x, y, z の各軸方向の単位ベクトルをそれぞれ i, j, k と記すことが慣習である。これらを用いて空間ベクトル r は
{\displaystyle {\boldsymbol {r}}=x{\boldsymbol {i}}+y{\boldsymbol {j}}+z{\boldsymbol {k}}}
と表せる。
このとき単位ベクトル {\displaystyle {\hat {\boldsymbol {r}}}} の大きさは
{\displaystyle |{\boldsymbol {r}}|={\sqrt {x^{2}+y^{2}+z^{2}}}}
となるから、
{\displaystyle {\hat {\boldsymbol {r}}}} の i, j, k への分解は
{\displaystyle {\begin{aligned}{\hat {\boldsymbol {r}}}&={\frac {1}{|{\boldsymbol {r}}|}}(x{\boldsymbol {i}}+y{\boldsymbol {j}}+z{\boldsymbol {k}})\\&={\frac {x}{\sqrt {x^{2}+y^{2}+z^{2}}}}{\boldsymbol {i}}+{\frac {y}{\sqrt {x^{2}+y^{2}+z^{2}}}}{\boldsymbol {j}}+{\frac {z}{\sqrt {x^{2}+y^{2}+z^{2}}}}{\boldsymbol {k}}\end{aligned}}}